# Txernobilita
La Txernobilita és un compost tecnogènic format a partir de silicat de zirconi cristal·lí amb un alt contingut (fins a 10%) d'urani com a solució sòlida. Va ser descobert al corium produït en l'accident de Txornòbil, dins del material vidriós de tipus lava format en la fusió del nucli del reactor 4. La txernobilita és molt radioactiva a causa del seu alt contingut en urani i la seva contaminació amb productes de fissió nuclear.